# Nở hoa

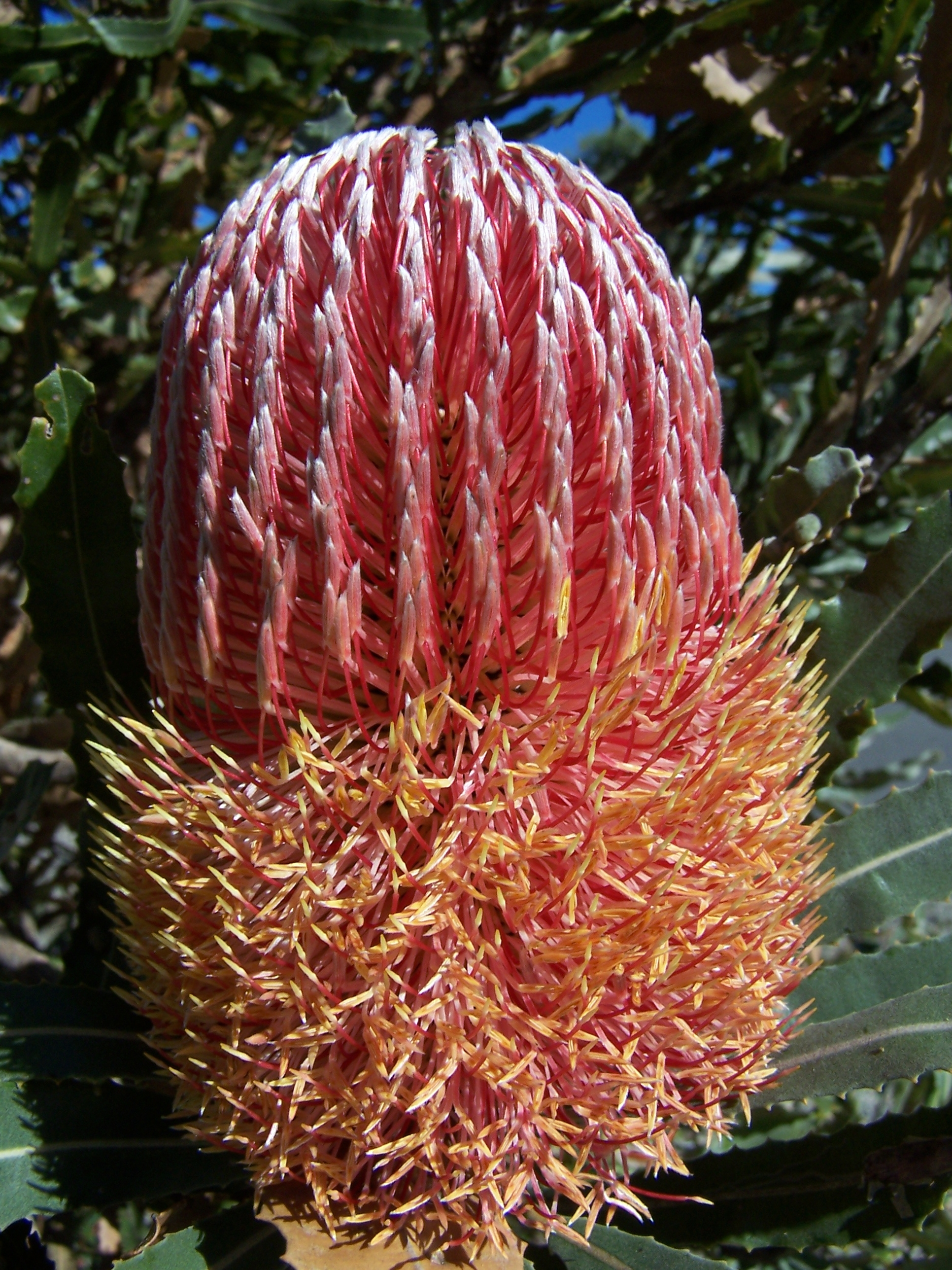
Sự nở hoa tuần tự của các bông hoa riêng lẻ trong hoa hồng ngoại Banksia menziesii này đã bắt đầu.

Sự nở hoa là khoảng thời gian mà một bông hoa hoàn toàn mở ra và hoạt động. Nó cũng có thể đề cập đến sự khởi đầu của thời kỳ đó.
Sự khởi đầu của sự nở hoa có thể gây ra cảnh tượng ngoạn mục ở một số loài. Trong loài Banksia, ví dụ, quá trình nở hoa liên quan đến việc mở rộng của bộ nhụy vượt xa trên bộ phận bao hoa. Sự nở hoa của hoa là tuần tự trong một kiểu phát hoa, vì vậy khi kiểu dáng và màu sắc khác nhau, kết quả là một sự thay đổi màu sắc nổi bật dần dần quét dọc theo hoa.
Hoa nở vào ban ngày thường sở hữu màu sắc rực rỡ để thu hút côn trùng ban ngày, chẳng hạn như bướm. Hoa với sự nở hoa về đêm thường có màu trắng hoặc ít màu hơn và do đó, chúng tương phản mạnh hơn với màu sắc của ban đêm. Những bông hoa này thường thu hút côn trùng về đêm bao gồm nhiều loài bướm đêm.